# Энтолома шершавоножковая
Энтолома шершавоножковая (лат. Entoloma hirtipes) — вид грибов семейства энтоломовые (Entolomataceae).
Синонимы:
- Agaricus acceptandus Britzelm. 1881
- Agaricus hirtipes Schumach. 1803basionym
- Nolanea acceptanda (Britzelm.) Sacc. 1887
- Nolanea hirtipes (Schumach.) P. Kumm. 1871
- Rhodophyllus hirtipes (Schumach.) Quél. 1886

Ошибочно употребляемые названия:
- Nolanea majalis sensu Rea, 1922; Konrad, 1923
- Nolanea mammosa sensu Boudier, 1906; Ricken, 1914
- Nolanea pascua sensu Quél., 1872; Rea, 1922; Bres., 1929
- Rhodophyllus mammosus sensu Kühner & Romagn., 1953[1]

## Биологическое описание
- Шляпка 3—7 см в диаметре, в молодом возрасте остроконической формы, затем раскрывается до выпуклой, полушаровидной или колокольчатой, гигрофанная, гладкая. Окраска шляпки тёмно-коричневая, иногда с красноватым оттенком, при подсыхании светлеет до серо-коричневой.
- Мякоть плотная, одного цвета со шляпкой или светлее, с сильным мучнистым запахом и неприятным мучнистым вкусом.
- Гименофор пластинчатый, пластинки довольно редкие, приросшие к ножке, сначала беловатые, затем становятся коричнево-розовыми.
- Ножка 9—16 см длиной и 0,3—1 см толщиной, обычно слабо утолщающаяся книзу, в верхней части бархатистая, светлая, ниже гладкая, окрашена в желтовато-коричневые тона. Кольцо отсутствует.
- Споровый порошок розового цвета. Споры 8—11×8—9 мкм, угловатые. Базидии четырёхспоровые, 30—50×9—14 мкм, с пряжками. Хейлоцистиды цилиндрической или бутылковидной формы, 35—70×5,5—17 мкм. Пилеипеллис — кутис, состоящий из узких цилиндрических гиф до 11 мкм толщиной.
- Энтолома шершавоножковая считается несъедобным грибом[1].

## Ареал и экология
Энтолома шершавоножковая широко распространена в Северной и Центральной Европе, однако встречается очень редко. Произрастает обычно весной, в хвойных лесах, одиночно или небольшими группами.